# 東峰十字路事件
東峰十字路事件（とうほうじゅうじろじけん）は、新東京国際空港建設予定地内の空港反対派が所有する土地に対して千葉県が行った第二次行政代執行初日の1971年（昭和46年）9月16日、後方警備に派遣されていた神奈川県警察特別機動隊が極左暴力集団等による襲撃を受け、警察官3人が殉職した傷害致死事件である。
事件を扱った書籍や警察資料等では東峰十字路警察官殺害事件と表記される。

## 事件の経過

### 警察の作戦計画
同年2月から3月に行われた第一次代執行時には（野次馬）が現場に押しかけ、それらの者が支援学生らのアジテーションを受けて投石を行うなど機動隊への妨害を行ったことにより、警察の代執行警備は著しい支障を来した。
同年8月末には千葉県警察警備本部が、その教訓から第二次代執行においては支援の反対派活動家らのみならず反対派市民をも代執行現場に近づけない方針を立て、計9000人を動員して団結小屋の外周を検問線（ピケット・ライン）で三重に包囲するという「三重丸作戦」が立案された。この「三重丸作戦」は、沖縄戦において旧日本軍の神風特別攻撃隊対策でアメリカ海軍が採用した作戦からヒントを得たものだという。
しかし、9月13日に開かれた会議で、調整・連絡機能・予算権を持つ警察庁が、地方においてこれだけの期間・規模の警備実施前例がない、東大安田講堂事件以降は新左翼学生集団による大量動員作戦が陰りを見せている、などとして千葉県警の計画に難色を示し、動員数は3分の2に減らされた。これにより動員数は3000人余削られたが、団結小屋に対処する部隊への配分が優先され、結果として外周部警備が手薄になった。
それでも警備する地域は広範囲に及び、「一個師団」にも相当する総勢約5500人の警備部隊が動員される大規模な警備実施であることに変わりはなく、9月16日には千葉県警全職員の実に3分の1が成田に動員された。
警備部隊の主な配置計画は以下の通りであった。
- 約3000人を拠点周辺に割くこととし、"最強"とされる警視庁機動隊約2500人を強固に固められた団結小屋がある駒井野一帯から西側の大清水三叉路にかけて、千葉・埼玉県警察機動隊は一坪用地と天浪方面にそれぞれ配置する
- 残りの約2500人を8個大隊に分けて空港周辺地域に投入することとし、本警備実施のために千葉県へ応援派遣される神奈川県警察特別機動隊（神奈川連隊）第2大隊については、団結小屋の包囲部隊の東側（三重丸の一番外側の円に当たる）の東峰・天神峰方面に配置し、後方警備や道路封鎖を実施させる

### 反対派の作戦
一方の反対派は、第一次行政代執行および7月に行われた農民放送塔仮処分阻止闘争の経験から、実力闘争に参加する全員が団結小屋や地下壕に立て篭もる第一次行政代執行までの戦術を転換し、「ゲリラ部隊」を結成して外周警備の警察による阻止線を突破し、機動隊の規制によって足止めされた野次馬と篭城部隊を合流させて機動隊と対峙するという計画を立てた。反対派ではボール紙で現地の立体模型を作ってルートが決められ、無線機を持った支援者の主要地点への配置や警察無線の傍受など、機動隊の動向を察知する体制も整えられた。
前日15日には中核派など新左翼の活動家約2000人が現地入りしており、翌日の代執行当日には5000人を越すとみられていた。中核派は代執行に先立つ9月10日に東京で開かれた総決起集会席上で、代表が「権力の手先である機動隊を殲滅、北総地帯を解放区とする」と宣言し、機関紙『前進』には「農民を殺してでも空港建設を強行せんとする佐藤（首相）よ！（空港）公団よ！その雇兵たる機動隊よ！三里塚に来るなら来い。だが、生きて帰れるとは思うな」との委員長アピールが載せられた。過激派グループの間では、「警察は権力の手先であり、すきあらば殺せ」が合言葉になっていた。

### 対峙
9月16日からの新東京国際空港建設に伴う第二次行政代執行警備のため、千葉県警察代執行警備本部は千葉県警察機動隊の他、警視庁機動隊、関東管区機動隊など、総勢5300人の警備部隊を動員した。
当日早朝6時45分に代執行が宣言される。一坪共有地では日本社会党議員など一坪地主が座り込みを続けており、「砦」と呼ばれた3カ所の団結小屋には反対派住民（三里塚芝山連合空港反対同盟）と支援グループが立て篭もっていたが、警備部隊は行政代執行法に基づいてこれらを排除すべく、行動を開始した。
代執行が開始された直後から、「ゲリラ部隊」が計画に従って団結小屋周辺の後方警備を担当する部隊を次々と襲撃した。空港予定地北西側の大清水等で爆弾ゲリラやバリケード構築などの動きがあったため、対応にあたる警備当局の意識は東峰方面に向けられなかった。

### 事件までの反対派と堀田大隊の動き
事件当事者の氏名、部隊の配置は当時の新聞記事や事件を扱った書籍より。
神奈川警察署外勤課を中心に横須賀、港北、保土ヶ谷、伊勢佐木、寿の各警察署の警察官で編成された神奈川連隊第2大隊は、大隊長が神奈川署次長の堀田安夫警視であるため堀田大隊と呼称された。
堀田大隊261人は当日、午前4時前に集結地点であった川崎臨港警察署から大型警備車や幌付きトラック等14台の車両に分乗して出発し、代執行が宣言される直前の午前6時30分頃、駒井野団結小屋の東側、小見川県道の東峰十字路に到着した。
現地に到着した堀田大隊は、「東峰十字路付近で検問にあたるとともに、付近を検索、山林内に隠匿された火炎瓶、ゲバ棒の発見につとめる」とする任務遂行のため、東峰十字路を中心に第1中隊が二手に分かれ、第1小隊が北方の北林事務所方向、第2小隊が南方の朝日台方面の検索を担当し、第2中隊が西側の団結街道方面の検問と街道左右の雑木林の検索に従事した。第3中隊第1小隊は大隊本部で車両警備に当たり、第2小隊は空港公団事務所へ向かう手筈だったが、車両故障のため到着が遅れていた。
一方、空港反対派による青年行動隊が案内役を務め、叛旗派・プロ学同・日中派・解放派・フロント・労学連・人民連帯・宇都宮大全共闘などの過激派学生集団により構成されたゲリラ部隊約700人は、午前3時頃に東峰十字路南方の芝山町横堀地区に集合、途中火炎瓶・竹竿などを補給しながら、東峰地区に向かっていた。十字路南方の県有林で休憩していたところ、東峰十字路に機動隊が入り始めているとの情報がゲリラ部隊にもたらされた。各セクトと青年行動隊の代表で話し合いが開かれ、機動隊が撤退するまで待つか東峰十字路を迂回するかで意見が別れたが、代執行最前線の駒井野へ向かうには東峰十字路を経由する必要があるため、機動隊を強行突破することで意見が一致した。ゲリラ部隊は機動隊の挟撃を目論み、集団を青年行動隊を含む先発隊と支援グループ中心の後発隊の2つに分けることとした。先発隊は東峰十字路を一旦迂回して北方へ回りこみ、後発隊は少し遅れて東方から十字路に向けて西進するかたちで現地へ向かった。一方、午前5時から6時にかけて、東峰十字路とは空港予定地を挟んで反対側に位置する大清水地区で学生による爆弾投擲や検問が実施されていたことから、警察本部は警視庁部隊を差し向け、結果としてこれが陽動の役割を果たす。
両者は間もなく十字路付近で接触した。公団事務所へ向かおうとした第3中隊第2小隊の後方に停車していた第1中隊第1小隊の輸送車が火炎瓶攻撃で炎上し、ガサ藪の中からヘルメットを被った集団が現れ、部隊に向かって投石し、竹槍を振りかざして襲い掛かった。3時間程かけて現地に到着して展開を終えたばかりの堀田大隊からすれば、側面の孟宗竹等が茂る藪の中から総勢700人以上のゲリラ集団が部隊を分断するように突如現れたかたちとなった。堀田大隊は検索のために各小隊を分散させた状態のままで襲撃を受けることとなる。

### 反対派と堀田大隊の衝突
午前7時ごろ、「北林事務所方面に火炎ビン二、三百本が隠されているとの情報あり、検索せよ」との指示を受け現場に展開していた福島誠一警部補（神奈川警察署外勤第一課係長、当時47歳）が率いる第1中隊第1小隊（福島小隊）30人は、十字路北側の検索を終了し福島警部補指揮で整列していた。そこへ、十字路北東のガサ藪を順次抜けてきた、白と赤のヘルメットをかぶるゲリラ部隊の先発隊集団200人以上が現れ、福島小隊は中隊本隊との間を分断され孤立してしまう。
圧倒的に不利な状況下に陥った福島小隊からの救援要請の無線を傍受した大隊本部は、警備本部に対して救援部隊を要請すると同時に、付近を検索中の第2中隊と遅れて到着した第3中隊を包囲された福島小隊の救援に向かわせようとした。しかし、時を同じくして団結街道を担当していた第2中隊が白ヘルのゲリラ100人と衝突し、第3中隊と大隊本部もゲリラ部隊の後発隊集団と南下してきた先発隊集団に襲撃を受けた。第3中隊は第1中隊第2小隊と大隊本部に合流して十字路でゲリラに対処するが、負傷者が相次ぎ、十字路南方約1キロの朝日台三差路まで、第3中隊第1小隊は団結街道入口T字路まで後退した。ほとんど同時刻に分散した学生に一斉攻撃を受けた堀田大隊の指揮系統は混乱に陥り、部隊は総崩れとなった。この襲撃により、堀田警視が腕を骨折したほか、大隊全体で80人以上が負傷した。この中には全身火傷や右眼失明などの重傷者も含まれる。
他の部隊からの救援が来ないまま、完全に孤立した福島小隊は大盾を並べて阻止線を張り、ゲリラの検挙を試みたが、包囲するゲリラ部隊から火炎瓶・角材・丸太・投石などで激しい攻撃を受け負傷者が続出し、本隊と反対の十字路北方への後退を余儀なくされた。
この衝突の中で、部隊の指揮を執っていた福島警部補の他、福島警部補の補佐を務めていた第1分隊長・柏村信治巡査部長（神奈川警察署外勤第一課主任、当時35歳）、ゲリラに対処していた森井信行巡査（神奈川警察署外勤第一課、当時23歳）の3人が東峰十字路の北200メートルから270メートルにかけての道路上で殺害され、隊員20人以上が重傷を負った。

#### 福島小隊の惨劇
以下は、当時の報道など。
火炎瓶を投げつけられた隊員たちは火だるまになってのた打ち回った。火傷を負って倒れ無抵抗となった隊員それぞれに「殺せ」「ヤッちまえ」「生かして返すな」などと叫ぶ複数人が寄ってたかり、隊員は装備を出動服ごと奪われ丸裸にされ、竹槍や釘を打ち込んだ角材などで滅多打ちにされた。またその場から撤退しようとした隊員らも、その一部は逃げ込んだ民家に匿われたものの、土地鑑がない上に付近にあるのは反対派の農家ばかりで、ゲリラに取り囲まれると次々と脇の林や茂みに引きずり込まれてやはり滅多打ちにされ、土下座を強いられたり手錠で木の幹に繋がれるなどした。追撃を逃れて後退した隊員はさらに北上した地点で右折し、多古方面に通じる農道を南下し再び東峰十字路へ向かう県道に出たが、そこで待ち受けていた過激派学生と青年行動隊に暴行を受けた。
ゲリラ部隊は火炎瓶を受けて火だるまになった福島警部補に襲いかかった。無抵抗の福島警部補はヘルメットを剥ぎ取られ、他の隊員から奪った手錠をかけられた上、ゲバルト棒や鉄パイプで滅多打ちにされて危篤状態となり、病院に搬送される途中に死亡した。柏村巡査部長と森井巡査も倒れたまま同様に滅多打ちにされ、それぞれ搬送先の病院、空港公団の救護室で死亡が確認された 。これらの暴行を行った者達の積年の恨みを晴らさんとするかのような容赦ない仕打ちは周囲にいた仲間の反対派からも制止が入るほどの激しさであり、事件を目撃した反対派シンパであるとする地元住民もマスコミのインタビューでやりすぎだったと語った。被害にあった警官があとで証言できないように、ゲリラ部隊は意識的に顎や顔を集中攻撃し、若い隊員の中には顎の骨を砕かれ全ての歯を失い、全身を100針も縫った者もいた。さらには倒れた隊員に濃硫酸をかけ、火炎瓶で放火したとの警察側の主張もある。また成田赤十字病院の院長は、かなり固いもので殴られているため、制服の下にジュラルミン製の防護装備をつけていても胸を骨折した者がいた、と証言している。
その後、血まみれで倒れうめく機動隊員らを残し、ゲリラ集団は入り組んだ地形を利用して逃げ去った。
午前7時15分頃に、大隊本部からの救援要請の無線を傍受した警備本部は、警視庁第二機動隊を筆頭に救援部隊を東峰十字路に向かわせたが、警視庁第二機動隊が十字路北側の現場に到達した時には、ゲリラ部隊は逃げ去った後であった。また、堀田大隊のうち36人が武装解除され、うち30人が一時的にゲリラ部隊によって連れ去られたが、警視庁第二機動隊によって救出された。
16日午後から成田警察署特別捜査本部が行った現場検証では、現場付近で叩き割られた隊員たちのヘルメットや、引きちぎられた血染めの上着やズボン、血まみれの竹槍などが多数発見され、砂利道の石や道の両脇にあるススキには大量の血が付着していた。
また、火炎瓶は農薬を用いた触発式のものが用いられていた。盾で火炎瓶を防いでも引火したガソリンが制服に飛び散り、警官らは顔や手足にやけどを負っていた。
襲撃に100名で加担した叛旗派（共産主義者同盟叛旗派）の指揮者であった小山健は、2012年に自費出版した『叛旗派・武装闘争小史』で、東峰十字路事件の現場を以下のように記している。「(略)東峰十字路の真ん中では、機動隊総指揮者の堀田大隊長が白い旗を掲げて、どこかの戦争映画みたいに手を挙げて降伏していた。だが機動隊の悪行を知っている攻撃部隊は、今までの仇討ちだとばかりに無慈悲に機動隊を袋だたきにしていた。(略)道路の両側にはせん滅された機動隊がボロボロになって倒れていた。誰がしたのか分からないが、何人もが素っ裸にされたり、逆手錠をかけられ、全員が命乞いをしていた。長年の三里塚闘争の末の機動隊への憎しみはすさまじく、各党派の指揮者が部隊のテロ・リンチ行為を止めるのが大変だった。私は警察官が何人死んだのかと愕然とした」
堀田警視は当時の状況について次のように述べている。

### 襲撃を受けた堀田大隊について
事件当時、神奈川県警察では常設の警備部第一・第二機動隊の他、関東管区機動隊が設置されており、関東管区機動隊も成田の行政代執行警備に派遣されていた。関東管区機動隊員は、平素は地域部集団警ら隊として、各警察署で活動に従事するが、定期的に集合して部隊訓練を行っており、第一・第二機動隊と同様に、錬度の高い部隊である。成田の代執行には、基幹隊、管区機動隊合わせて5個大隊約1000人が派遣されていた。
しかし、襲撃を受けた堀田大隊はそれらの部隊とは異なり、代執行最前線への反対派支援勢力と武器供給の遮断等後方支援を目的として臨時編成された特別機動隊であった。隊員らは刑事・防犯・交番・パトカー勤務等を普段している若手警察官であり機動隊の訓練を積んでいないばかりでなく、隊長にも機動隊勤務の経験が無く、武術の有段者もいるとはいえ部隊としての練度は低かった。さらには隊員の装備も警棒と作業着といった程度であり、非常に貧弱な状態で現地に投入されていた。大隊は150人前後のゲリラに対応できるように編成されており、「必要なら撤収しても良い」との指示も受けていたが、500人を超える大集団に襲われることは全くの想定外であった。
結果として、機動隊の精鋭が行政代執行の最前線で警備実施をしている間に、後方支援に当たっていた現地に慣れない臨時編成部隊が反対派の大集団に襲撃される構図となり、衆寡敵せず堀田大隊は潰走することとなった。
また、代執行時には、警視庁航空隊のヘリコプター2機が上空から反対派の襲撃を警戒していたが、1機は早朝から爆弾ゲリラに備えて移動する部隊の先導を続けていたために事件発生当時給油中であり、もう1機も無線機が飛行中に故障したため、反対派の襲撃隊の動静を警備本部が把握できなかったことも被害を大きくした要因であった。また東峰地区では無線の感度が低く、更にこれまでの警備実施で一か所に連絡が集中して使い物にならなかった反省から用途と区域で無線周波数を分割していたことがかえって混乱に拍車をかけ、その上大清水で火炎瓶投擲でパトカーと一般車両が炎上する事件が重なったことも、本部による堀田大隊の位置確認を遅らせた。

### 殉職者の司法解剖・二階級特進
下着だけを纏った状態で空港公団の工事事務局に運び込まれた福島警部補ら3人の殉職者の遺体は、半身が焼けただれ顔が異常に膨れ上がるなど正視に忍びない惨状であり、立ち会った警察官は同僚の変わり果てた姿に嗚咽を抑えきれなかった。ベテランの検視官ですら、残虐行為により著しく損壊した遺体を前にして「これが人間のすることか」と激昂したという。
事件後行われた司法解剖の結果、死亡した3人のうち小隊長の福島警部補は、頭蓋骨亀裂骨折、頭頂部から後頭部にかけ脳内出血、12対の肋骨のうち胸部1本、背中16本が折れ、折れた骨は肺に突き刺さっていた。このほか顔、頭、左右胸部などに28か所の打撲傷があった。同小隊隊員の柏村巡査部長は、顔から左肩にかけて2度（水ぶくれができる）から3度（皮膚がただれたり、黒く焦げる）の火傷、頭蓋骨亀裂骨折、胸肋骨2本折損、頭頂部5か所に打撲傷、左右腕、背中に多数の打撲傷があった。また、同じく同小隊隊員の森井巡査は、頭蓋底骨折、頭部に多数の打撲傷。顔、アゴ、および胸から肩にかけて3度の火傷、左肩および左右の足に打撲傷があった。3人とも死因は脳挫傷と脳内出血であった。
神奈川県警本部は事件当日に福島警部補・柏村巡査部長・森井巡査の二階級特進を決定し、それぞれ警視・警部・警部補に昇進した。翌17日に警察庁は同3人に対し、警察勲功章の授与を決定した。

## 捜査
捜査陣は機動隊に守られなければ現場に入ることもできず、現場検証が行われたのは事件から6時間も経過してからだった。地元住民らは基本的に用地を売却せずにその地にとどまる「空港反対派」であるため、捜査協力は望むべくもなかった。したがって、空港反対派またはその支援者の中の何者かが三警官の死亡に関わっていることは明白であったが、誰が致命傷を与えたかが問題となり、人物の特定は難航した。
500人以上の集団が最大3キロメートル以上の道のりを警備当局に察知されることなく集結して堀田大隊に襲い掛かったことから、警察は地元の地理に詳しい青年行動隊又は常駐学生がこの襲撃に参加しているものとにらんだ。当初の捜査は、上述の言行から中核派によるものとの見立てで進められたが、当日の中核派の活動家らは駒井野と天浪の団結小屋に立て篭るか大清水にいたことが明らかとなり、現行犯逮捕者がおらず有力な物的証拠も得られないまま、警察による捜査は行き詰まった。捜査本部は「コンピューター捜査」と称して、あらゆる証言や物証を複合的に検証して、犯人を特定しようとした。
捜査当局は、空港反対運動での逮捕歴がある空港反対同盟青年行動隊員らを中心に、同年12月8日から15次に亘って地元住民や常駐学生ら延べ153人を逮捕し、55人を起訴した（凶器準備集合12人、凶器準備集合・公務執行妨害11人、凶準・公妨・傷害・傷害致死32人）。
それまでに行われた第一次代執行や農民放送塔の撤去の際には、警察側にもまだ同情的な雰囲気が残っており、反対同盟員を逮捕しても反対運動のいきさつや農作業への配慮等から起訴を見送り数日で釈放するなどしていたが、「警察官の死亡」という事件の結果に、警察の取り調べは厳しいものとなった。
青年行動隊として事件にかかわっていたと目されたSは、数回の別件逮捕と取り調べの末に1971年10月1日に自殺した。没年22歳。警察幹部は自白間近とみていた被疑者の自殺を残念がったという。

## 事件の影響

### マスコミ・世論
三里塚闘争開始以来マスコミは全般的に反対派に同情的な論調であり、移転に応じた地権者を「裏切り」「寝返り」扱いするようなありさまだった。また、マスコミは反対派への情報提供などの便宜を図ったり代執行の際には反対派が立てこもる砦に中継車を横付けして機動隊が手を出せないようにするなどの実質的な支援もしていた。新聞・テレビ・週刊誌だけでなく、少年漫画雑誌までもが巻頭特集で反対派の子弟が参加する少年行動隊を取り上げるほど、当時は新左翼・反政府活動に寛容な時世でもあった。
直接の反対運動や支援に関わらないが反対派農民に共感を持つ者も市井には少なくなく、警察の指導に反して火炎瓶の材料となる空瓶を反対派に渡す酒屋や空港建設に携わる労働者の中には工事車両を使って投石用の石を秘密裏に提供する者があったほどであった。
しかし、初めての闘争での死者を出した今回の事件ではマスコミは激怒する遺族・警察関係者その他の声を報じて反対派への批判に転じ、「三警官殺し」の犯人探しをするようになった。
世論は反対運動に対し一気に態度を硬化した。一坪共有地運動を展開しておきながら打開策を打ち出せない日本社会党には抗議の電話が寄せられ、野党各党は過激派学生を激しく非難する談話を出した。同日夜の都内の主要ターミナル駅では、三里塚闘争支援のカンパに立ったり「学生側も危篤者二人。当局は巧みに報道管制をしいている」などと書かれたビラを貼るなどしていた学生らに対して、勤め帰りのサラリーマンらが「罪のない警官をなぜ殺したんだ」と詰め寄り、殺人もやむを得ないと悪びれないジーンズ姿の学生らと各所で論戦となった。また事件は大学紛争が収束し全共闘運動が急速に支持・勢力を失いつつある時期と重なり、さらに翌年にはあさま山荘事件の発生と山岳ベース事件の発覚によって新左翼全般に対する嫌悪が全国に伝播し、過激派と同列にみなされるようになった反対派から世論は急速に離れていった。

### 反対派・地元住民
警察官死亡の報を聞いた地元の農民や学生の中には「天罰だ」と歓声を上げる者もいたが、事態の重大さに気づき、すぐに重苦しい雰囲気に包まれた。反対同盟事務局長の北原鉱治は、新聞記者の取材に対し「機動隊が前面に出てこのような代執行をしたことが、一切の事態の原因です。力と暴力によって生きる権利を奪おうとしているのはだれなのか。だいたい県の責任たる代執行を、なぜ機動隊がやるのか。問答無用で死人が出るような状況を作っているのは権力側ではないか。警官三人が死んだ責任はあげて国側にある」と述べた。また、反対同盟の戸村一作代表も「きょうの学生たちの行動は決してわれわれ反対同盟の方針からはね上がったものではなく、われわれと一体となって戦ったものだ」とした。
事件後反対派は、警察の捜査や裁判による疲弊に加えて、10月1日に青年行動隊のSが精神的苦痛により自殺したことにショックを受けたことや、被告の保釈金や裁判費用捻出のために出稼ぎに出なければならなくなったことなどで、反対同盟員である地元住民の実力闘争離れが進んだ。警察は事件後に自殺したSが東峰十字路事件に深く関与していたと目していたが、反対派の証言によればSは事件時にリンチを受ける機動隊員に覆いかぶさって「もうやめろ」と暴行を加えるグループを制止していたとされる。
この後、三里塚闘争に係る実力闘争の実行は反対同盟員に代わって新左翼活動家が行い、青年行動隊ほか反対同盟は指示役や調整役を担うこととなる。指示役となった反対同盟は時にセクト同士を競わせるようにして実力闘争をけしかけた。新左翼活動家側も実力闘争の主体としての自負を持つようになり、各セクトは援農をだしにしたり活動家の女性を嫁がせるなどして、反対同盟の実力者や集会への参加が多く弁舌が達者な反対派農家を自派へ囲い込むようになった。
このことは、地元住民と新左翼活動家の間の歪な力関係や、反対派内部の党派争いを生む遠因ともなる。条件派に移行した農家には「脱落」の烙印が押され、学生らに自己反省を書かされたり、言葉だけでなく暴力を振るわれたりもした。

### 警察・機動隊
堀田大隊が襲撃を受けたことは代執行最前線にいる機動隊にも伝わった。警察官死亡の一報が警察無線で伝わると現場の隊員は激昂し、警視庁機動隊と千葉・埼玉県警機動隊は功を競うようにして、それぞれの受け持ちである駒井野と天浪にある反対派の砦に殺到した。その日の内に砦は制圧されたが、駒井野では砦を解体する際に学生約10人を載せたまま高さ15メートルの鉄塔が倒れ、火炎瓶の燃料に引火して激しく燃え上がった（学生らは火だるまとなり、1人が危篤状態となったが命はとりとめた。なお、このとき空港公団職員も鉄塔の倒壊に巻き込まれている）。
鉄塔が倒壊した瞬間、現場の機動隊は盾を地面に打ち付けて歓声を上げ、火だるまの学生を「ざまあみろ」と罵倒する者もいた。
その後警察側では警備計画の不備により甚大な被害をこの事件で出した反省から、
- 外周警戒部隊をあまり遠方に配置しないこと
- 機動隊を前日までに成田に集結させて、準備万端の形で投入すること
- 特別機動隊は絶対に使わないこと

の3点を以後の警備計画での原則とするようになる。
事件後、機動隊は地元農民に「人殺し!」などと罵声を浴びせるなど反対派への敵意をむき出しにするようになる。機動隊が巡回するようになった反対派の集落は戒厳下の如き様相となった。それでも警官らの怒りは収まらず、半年ほどは機動隊による支援学生らへのリンチが横行した。成田市内ではバスに乗ろうとした支援学生を警官が引きずり下ろして暴行を加え、集落の畑には警官のリンチで動けなくなった学生や若手農民が倒れていていたという。

### 新左翼・過激派
「この日の闘争は機動隊に大打撃を与え、大勝利をおさめた。これによって今後の闘争は切り開かれた。警察官の死亡は当然の階級的報復である」とコメントを出した中核派の松尾真委員長は記者会見を開き、「これまで農民など七人が死んでいる〔ママ〕。だから警察官三人の死亡は当然の報いだ。同情しない。だれがやったかなど、とくにいうことはない」と語った。
反対派支援の新左翼学生らは、「警察権力が加えてきた弾圧に対する労働者、農民側からの階級的復讐である。責任は佐藤首相と警察機動隊にある」「アメリカはベトナム人民を殺し続けているが、佐藤はこれに協力している。だから、われわれ人民にも佐藤を殺す権利がある」「権力のイヌは殺されても当然だ」などと主張した。
また、この事件での警察官殺害のニュースは、大衆運動を離れ少数精鋭・過激化していく連合赤軍をはじめとした各地の極左暴力集団に強いインパクトを与えることとなる。連合赤軍の元活動家である植垣康博は「先を越された」という気持ちだったと当時を回想している。
同じ年には朝霞自衛官殺害事件・沖縄ゼネスト警察官殺害事件・渋谷暴動事件といった自衛官や警察官を標的とした事件が相次いでいる。

## 裁判
なお、刑事裁判中の1983年（昭和58年）3月8日に、三里塚芝山連合空港反対同盟は「熱田派」と「北原派」に分裂し、被告の大多数が「熱田派」に属すこととなったが、3人が「北原派」となった。これに伴い、最終弁論を巡って被告団および弁護団が「熱田派系」と「北原派系」に分裂した。
空港の2期工事の着工が迫る1986年（昭和61年）10月4日、千葉地方裁判所201号法廷（石田恒良裁判長）で判決が下された。判決文には、「新空港の建設それ自体までが違法不当なものであるとまでは認められず、ましてや、その反対のためであれば、いかなる行動をもその手段、方法を問わずに合法化するほどに違法、不当なものとは到底みとめられない」としつつも、「政府、空港公団などの関係諸機関においては、新空港建設の必要性、緊急性を重視するあまり、その心情を十分理解せず、地元農民の理解と協力を求めるための努力にかけた点も窺われ」、「地元農民らが、新空港の建設に反対するに至った心情には、当裁判所としても理解しえないわけではない」と同情的な文言が盛り込まれていた。
量刑では、「暴虐の限りを尽くし、三人の警察官を死亡させるとともに、多数の警察官に重軽傷を負わせるという非人間的、冷酷、残虐な集団暴力犯罪といわざるを得ない」としつつも、「被告らが福島小隊員に対する暴行行為に直接加わったと認めるに足る証拠はない」「本件被害者に対しどのような暴行を加えたのか明らかでない以上、（中略）殊更に重刑をもって臨むのは相当でない」として傷害致死罪を適用せず、また共謀共同正犯を問うにしても科刑上公務執行妨害のみで起訴された他の被告らと大きな差異をつけることも相当ではないとしたことから、公務執行妨害罪と凶器準備集合罪などのみを有罪とし、さらに「本件審理が長期に亘り、（中略）それぞれ生活に大きな変化を来しているうえ、それぞれ有形、無形の社会生活上の不利益を受けて来ていると認められること」などが加味された。この結果、事件当日のアリバイを主張していた3人に無罪、有罪とされた他の52人についても3年から5年の執行猶予が付いた懲役刑（10か月から3年）となり、実刑判決を受けた被告はいなかった。
これは、本事件の遺留品や目撃証言が殆どなく、捜査段階での被告の自白には「信用性に疑問がある」こと等が最大の理由とされる。被告らはそもそも警察官への襲撃に全く関わっていなかったか、襲撃に関与していたとしても、数百人の多人数による騒乱状態の中で発生したため、誰が誰に対してどのような行為をしたかを具体的に示す証拠を千葉県警察や千葉地方検察庁は提示できず、自供調書と大きな齟齬があった。
弁護団は、286通に上る被告の調書の矛盾点を追及し、供述の信用性が欠けていることを強調していた。
これに対して千葉地検は、判決に承服しがたい点もあるとしながらも、認定を覆すに足る証拠が不十分であることや諸般の事情を考慮して控訴しなかった。
この結果を実質上の勝利と位置づけ控訴をしなかった「熱田派」の被告らにはこれが確定判決となったが、「北原派」に属する3人の被告（うち2人は後に小川派として北原派を離脱）は、無罪を求めて控訴した。二審東京高等裁判所は、一審判決を支持。その後、3人のうち1人だけがさらに上告したが、最高裁判所は1995年（平成7年）2月28日にこれを棄却し、執行猶予付きの有罪判決が確定した。

## 事件のその後
1990年代頃から被告の多くが合流した「（旧）熱田派」と政府との間で対話が行われるようになった。1992年（平成4年）12月15日の第11回成田空港問題シンポジウムでは、三里塚工房制作のドキュメンタリー映画『追跡・自白調書 東峰十字路裁判』が上映され、元被告が以下のように述べている。
これらの対話の結果、旧熱田派は、事件の引き金となった新東京国際空港建設時の強硬姿勢について日本国政府から謝罪を引き出し、1994年（平成6年）10月11日に開催された第12回成田空港問題円卓会議においては、警察官僚時代に事件の捜査の指揮を執っていた亀井静香運輸相と青年行動隊に所属していた元被告が握手を交わした。その後、多数の地権者が移転に応じたことで、B滑走路の建設を含む空港の二期工事が進展した。

## 青年行動隊員の回顧
後に熱田派事務局長を務めた石毛博道は、次のように述べている。
現在も旧熱田派世話人として活動する柳川秀夫は、次のように回想している。

## 慰霊
事件の4年後、千葉県警察によって福島警視ら3人の殉職した警察官の慰霊碑が事件現場のそれぞれが倒れていたとされる場所に建立された。
なお、円卓会議決着前の1993年には、日本社会党の伊藤茂運輸大臣が新東京国際空港視察の際に殉職警察官の慰霊碑に献花している。これに対し反対派農民からは、「社会党が反対運動に火を付けたから警察官が死ぬ事件が起きた。どういう気持ちで献花したのだろうか」との冷ややかな声も上がった。
さらに事件から36年後となる2007年、「3人の警察官の塔に花を捧げたい」と元被告らが慰霊碑に献花した。献花した元青年行動隊員は「婚約者がいた警察官や子持ちの人もいた。当時は相手の立場まで想像できなかったが、今なら残された家族の気持ちにまで思いが及ぶ」と語った。
成田国際空港警察署敷地内にも福島警視らを含む空港警備殉職者の顕彰碑が設けられている。事件から50年の節目となる2021年9月16日には慰霊祭が行われ、田中俊恵千葉県警察本部長から「身を持って示された勇気と崇高な精神を継承していく。今後も、成田空港の安全と円滑な運用を確保するため、全力で取り組む」との決意表明とともに追悼の言葉が述べられ、田村明比古成田国際空港株式会社（空港公団の後身）社長や神奈川警察署長らが参列した。

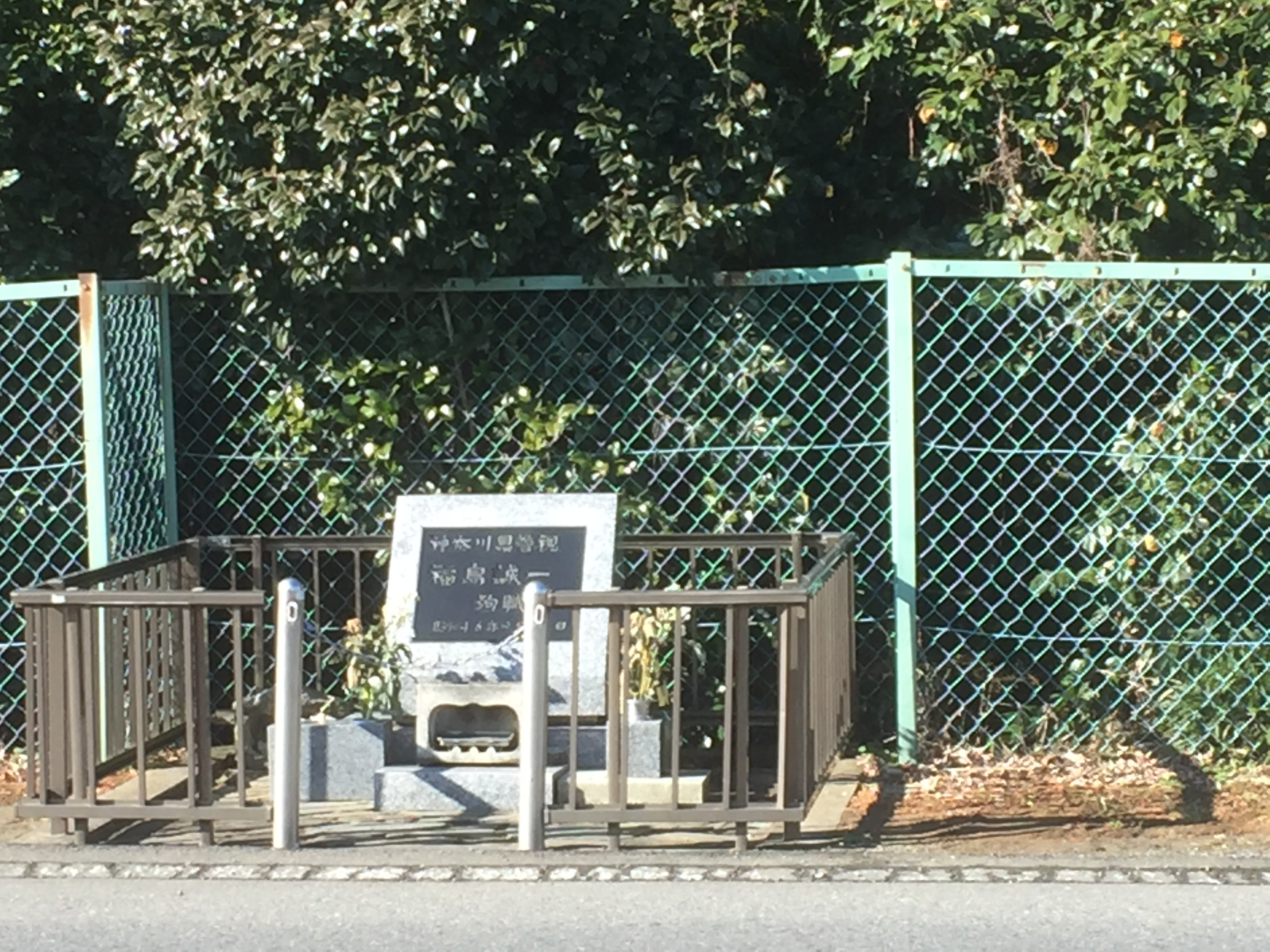
福島警視の慰霊碑
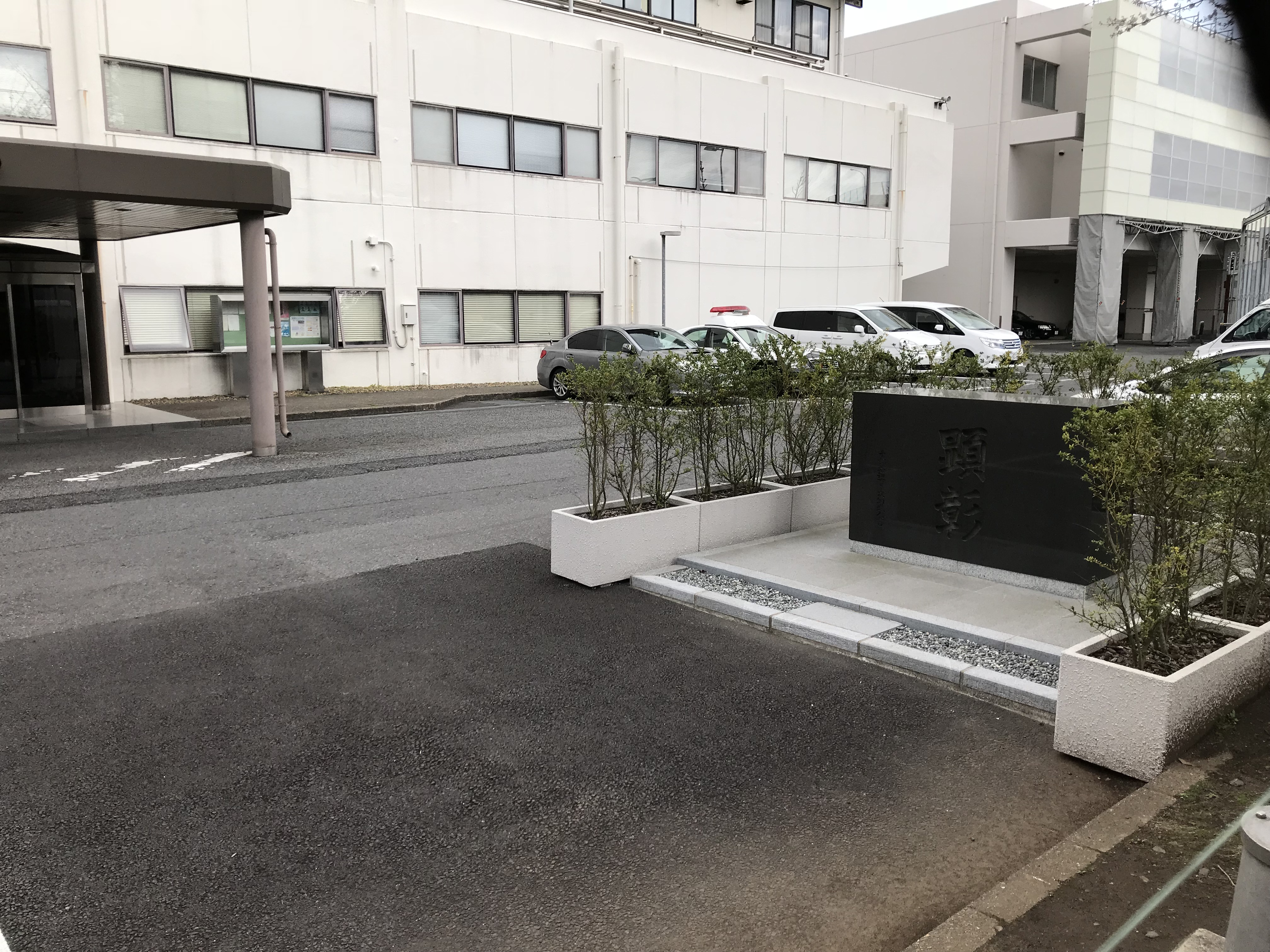
空港警察署内の顕彰碑